# 22.º Grupo de Artilharia de Campanha Autopropulsado
O 22º Grupo de Artilharia de Campanha Autopropulsado (22º GAC AP), é uma das Unidades Militares do Exército Brasileiro. Sua sede localiza-se em Uruguaiana,  Rio Grande do Sul. É subordinada à 2ª Brigada de Cavalaria Mecanizada (2ª Bda C Mec), com sede em Uruguaiana/RS.

## Síntese Histórica
Em 24 de maio de 1830 Na Regência Provisória (1831-1840) logo após a abdicação de Dom Pedro I as forças militares foram reduzidas e reorganizadas pelo Art 2º de 24 de maio de 1830, da Regência Trina, que reduziu os corpos de tropas do Exército Imperial de primeira linha. O Decreto S/Nº, de 4 de maio de 1831, organiza cinco Corpos de Artilharia de Posição a cavalo.
Foi criado em 04 Maio 1831 o Corpo de Artilharia a Cavalo  Unidade mãe do 22º GAC, do 25º GAC, do 29º GAC AP e do 3º GAC AP. O quartel situava-se ao norte da Vila de São Gabriel - RS, no perímetro  urbano, próximo ao Passo da Artilharia, no Rio Vacacai.
O Corpo de Artilharia a Cavalo em 19 Abril 1851 recebe a denominação de 1º Regimento de Artilharia a Cavalo (1º RA Cav), ainda sediado em São Gabriel. Neste mesmo ano o RACav participa da guerra contra Oribes e Rosas (1851-1852) sagrando-se invicto sob o comando do Tem Cel Mallet. Nessa campanha recebeu a denominação de "BOI DE BOTAS" em face dos condutores dos canhões utilizarem, àquela época, compridas e pesadas perneiras de couro com guarnições metálicas presas às pernas com atadores de sola que lhes faziam o passo vagaroso lembrar os dos bois das peças, que substituíam os cavalos na região pantanosa de banhados e arroios transbordados dos rios Negro e Yí, na fria campanha uruguaia. Há que se destacar nesse sentido, ainda, a lenda de que os bois, enterrados na lama até a altura dos joelhos, pareciam estar usando botas, decorrendo daí o nome “Boi de Botas”. No início de 1852, sob o comando do Major Joaquim José Gonçalves Fontes, incorporou-se à 1ª Divisão Brasileira que, aliada às tropas de Urquiza, venceram Rosas em Monte Caseros. Em 1864, participou da Campanha contra Aguirre, durante a qual recebeu os primeiros canhões do sistema La Hitte. Dentre as diversas batalhas de que participou, destacou-se a de Paysandu, na qual o Regimento se reuniu a três Baterias da Marinha.
Em 1865, o 1º RACav marchou contra Solano Lopez, na Guerra da Tríplice Aliança. Participou de quase todos os combates, do cerco de Uruguaiana à Campanha das Cordilheiras. Entre todas as batalhas uma teve significado especial, a ocorrida nos campos de Tuyuty no dia 24 de maio de 1866 e que levou a Unidade para o eterno reconhecimento do Exército. A Batalha de Tuyuty foi a consagração heróica do 1º RACav, quando mais de 20 cargas da cavalaria paraguaia investiram contra a “artilharia-revólver” de Mallet e pararam no fosso construído por seus artilheiros. Nessa Batalha, Mallet proferiu as célebres frases, sucessivamente: “Eles que venham,...Granada e metralha, espoletas a seis segundos!... Por aqui eles não passam!...
Após a grande campanha em  1º Dezembro 1888  , retornando à cidade de São Gabriel. Perdeu seu lendário nome em 1888, passando a chamar-se 1º Regimento de Artilharia de Campanha. Logo, em 28 Novembro 1908 pela Portaria s/nº de 28 de novembro de 1908, tomando por base os Decretos nº 6971, de 4 de junho de 1908, e nº 7.054, de 06 de agosto de 1908, reorganizou a Artilharia de Campanha desmembrando o glorioso 1º Regimento em novas guarnições dentre elas  o 17º Grupo de Artilharia a Cavalo (17º GA Cav), em Alegrete - RS, hoje 22º GAC e o 4º Regimento de Artilharia de Campanha do 4º RAM, em atual 3º GAC AP – Regimento MALLET, em Santa Maria - RS.
18 Junho 1919 O 17º GACav recebe a denominação de 2º GACav, permanecendo em Alegrete.
16 Maio 1925 O 2º GACav muda de sede, vindo a se aquartelar definitivamente em Uruguaiana - RS.
23 Dezembro 1938 – O 2º GACav recebe a denominação de II/2º Regimento de Artilharia da Divisão de Cavalaria, por intermédio da Port S/nº, de 10 de abril de 1926
O Decreto nº 21.134-A, de 15 de maio de 1946, deu a unidade a denominação de 4º Grupo de Artilharia a Cavalo 75 (4º GA Cav75) e em 1955 denomina-se 4º GA 75Cav.
Estabelecido pelo Decreto nº 63.211, de 04 de setembro de 1968, do Presidente da República e transcrito no BI nº 219, de 31 de outubro de 1968 a denominação de  22º GRUPO DE ARTILHARIA DE CAMPANHA (22º GAC), despedindo-se do velho amigo - o cavalo - e passando a ser motorizado. Recebe em 1972 os obuseiros 105 mm M101 A1, substituto do glorioso Canhão Krupp.
O 22º GAC recebe pela Port Min nº1128, de 29 de julho de 1977 a denominação histórica de GRUPO URUGUAIANA em virtude de sua estreita ligação com a comunidade uruguaianense e sua participação na Retomada da então Vila de Uruguaiana, em 18 de setembro de 1865 durante a Guerra do Paraguai.
06 de Setembro de 1995, recebeu a grande condecoração municipal Medalha de Ouro de Uruguaiana
1° de Janeiro de 2005, passou a 22º GRUPO DE ARTILHARIA DE CAMPANHA AUTOPROPULSADO, recebendo o armamento Obuseiro 105mm M108AP.

## Estandarte Histórico
A Portaria nº 007, de 20 de setembro de 1977, do Secretário – Geral do Exército, aprova o Estandarte Histórico do 22º GRUPO DE ARTILHARIA DE CAMPANHA, com a seguinte descrição:
	Campo de blau, brocante o Distintivo de Unidade, encimado pela inscrição, de jalne, em arco, “GRUPO URUGUAIANA”. No triangulo inferior direito, junto à tralha, e no inferior esquerdo, respectivamente, as inscrições 1851 e 1865, ambas de jalne. Laço militar com as cores nacionais, tendo inscritas em caracteres de jalne a denominação militar “22º GRUPO DE ARTILHARIA DE CAMPANHA”

## Distintivo do Grupo
A Portaria nº 008, de 20 de setembro de 1977, do Secretário – Grela do Exército, aprova o Distintivo Histórico do 22º GRUPO DE ARTILHARIA DE CAMPANHA, com a seguinte descrição:
	Escudo sanítico, partido; no primeiro, de goles, três fivelas de jalne, em roquete (brasão da família Mallet); no segundo, de blau, dois canhões  “La Hitte” cruzados (armamento principal da Artilharia de Campanha do Exercito Brasileiro, durante a guerra do Paraguai), de jalne ; em Chefe de blau suspenso e filetado de prata, o distintivo da Arma de Artilharia, de jalne, ladeado de dias estrelas de prata (representado as Campanhas de 1851 e 1865); bordo do escudo filetado de prata.